# Spinilophus armatus
Spinilophus armatus ist eine Rochenart, die bisher nur durch ein einziges Exemplar bekannt ist, das zwischen 1822 und 1825 während einer französischen Forschungsreisen in die Südsee und nach Neuguinea vor der Küste von New Ireland gefangen wurde.

## Merkmale
Der präparierte Holotyp, ein nicht ausgewachsenes Männchen, hat eine Länge von 17,4 cm. Die Kopf-Rumpf-Scheibe ist annähernd rund und 1,12 mal breiter als lang. Er ist auf der Oberseite einfarbig braun und auf der Unterseite heller als auf der Oberseite. Achille Valenciennes, der Autor der Erstbeschreibung, gab an, dass die Oberseite mit dunklen, abgerundeten, einzeln stehenden oder zusammenlaufenden Flecken gemustert ist und die Unterseite weiß mit einem dunklen Rand war.  Die Augen sind sehr klein. Die Spritzlöcher sind etwas größer als die Augenhöhlen. Die Nasenöffnungen sind schmal und oval. Das Maul ist klein und doppelt konkav gebogen. Die Schnauze ist zugespitzt. Eine Rückenflosse fehlt. Die Bauchflossen sind sehr kurz und breit. Die Schwanzlänge liegt bei etwa 92 % der Länge der Kopf-Rumpf-Scheibe. Auf der Oberseite des Schwanzes befinden sich zwei Stacheln, von denen der obere länger ist. Hautfalten an den Seiten des Schwanzes sind nur rudimentär vorhanden und enden vor den Stacheln. Die Schwanzflosse ist lanzettförmig, sehr lang und niedrig. Im Unterkiefer befinden sich 24 Zähne, die Anzahl der Zähne im Oberkiefer ließ sich nicht ermitteln. Die Brustflossen werden von 89 Radialia gestützt. Insgesamt hat der Holotyp 151 Wirbel, 67 davon liegen hinter den Schwanzstacheln.
Äußerlich ähnelt der Holotyp eher dem Tiefwasser-Stachelrochen (Plesiobatis daviesi) als den anderen Arten der Gattung Urolophus, in die die Art ursprünglich gestellt wurde. Dies trifft besonderes auf die bei Spinilophus armatus und Plesiobatis daviesi mit stachligen Schuppen versehene Rückenseite zu, während diese bei den Urolophus-Arten glatt ist. Die Rochenart wurde deshalb 2016 einer eigenständigen, monotypischen Gattung zugeordnet. Die Gattungsbezeichnung Spinilophus verweist dabei auf die bedornte Rückenseite und die Verwandtschaft mit Urolophus (lat.: spina = Stachel/Dorn).